# 鲁皮亚
鲁皮亚，是西班牙加泰罗尼亚赫罗纳省的一个市镇。总面积5平方公里，总人口182人（2001年），人口密度36人/平方公里。